# Геленџички залив
Геленџички залив (рус. Геленджикская бухта) малени је залив и природна лука у североисточном делу акваторије Црног мора, на југозападу Русије. Целом својом акваторијом налази се на територији Краснодарске Покрајине, односно њеног Геленџичког градског округа. На обалама залива налази се град Геленџик. Још од античких времена познат је као важно војно и трговачко упориште на Црном мору, а од почетка 20. века претвара се у значајно бањско лечилиште и одмаралиште.
Западна обала залива је доста ниска и благо се спушта ка мору, док је источна обала знатно виша и стрмија. Ширина залива је око 3 километра, максимална дужина 4,8 км, док је са отвореним морем повезан пролазом ширине око 1,7 км. Просечна дубина воде у заливу је око 11 метара, а највећа је на улазу у залив са око 15 до 16 метара.